# Cratere Hack
Hack è un cratere sulla superficie di Marte.
Il cratere è dedicato all'astrofisca italiana Margherita Hack.